# Listă de comune din județul Arad
Această listă de comune din județul Arad cuprinde toate cele 68 comune din județul Arad în ordine alfabetică.

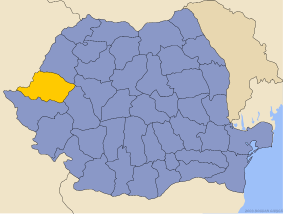
Judeţul Arad

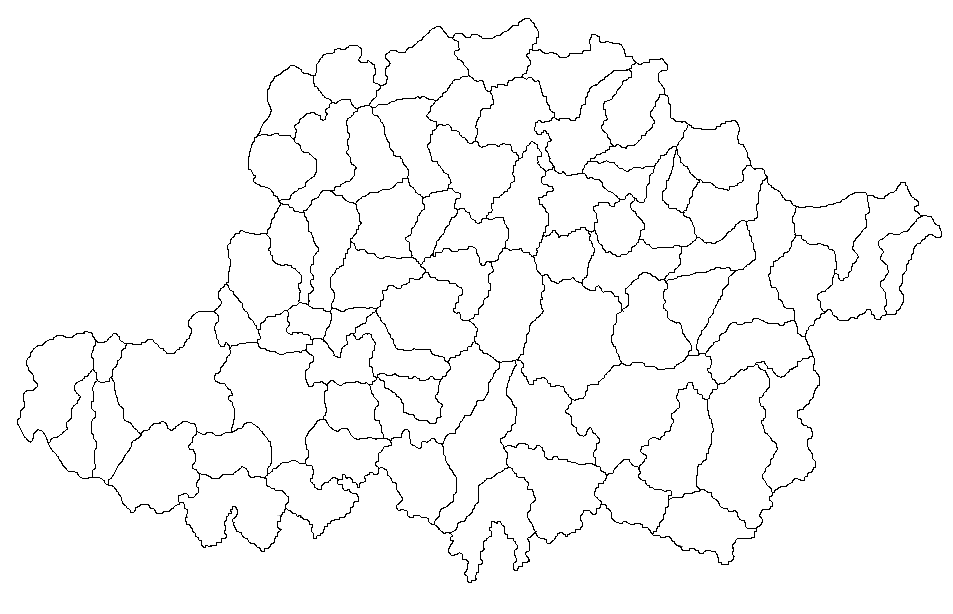
Harta judeţului cu împărţirea administrativ-teritorială pe comune

1. Almaș
2. Apateu
3. Archiș
4. Bata
5. Bârsa
6. Bârzava
7. Beliu
8. Birchiș
9. Bocsig
10. Brazii
11. Buteni
12. Cărand
13. Cermei
14. Chisindia
15. Conop
16. Covăsânț
17. Craiva
18. Dezna
19. Dieci
20. Dorobanți
21. Fântânele
22. Felnac
23. Frumușeni
24. Ghioroc
25. Grăniceri
26. Gurahonț
27. Hălmagiu
28. Hălmăgel
29. Hășmaș
30. Ignești
31. Iratoșu
32. Livada
33. Macea
34. Mișca
35. Moneasa
36. Olari
37. Păuliș
38. Peregu Mare
39. Petriș
40. Pilu
41. Pleșcuța
42. Săvârșin
43. Secusigiu
44. Seleuș
45. Semlac
46. Sintea Mare
47. Socodor
48. Șagu
49. Șeitin
50. Șepreuș
51. Șicula
52. Șilindia
53. Șimand
54. Șiria
55. Șiștarovăț
56. Șofronea
57. Tauț
58. Târnova
59. Ususău
60. Vărădia de Mureș
61. Vârfurile
62. Vinga
63. Vladimirescu
64. Zăbrani
65. Zădăreni
66. Zărand
67. Zerind
68. Zimandu Nou